# We Mustn’t Say Goodbye
We Mustn’t Say Goodbye (deutsch: Wir dürfen uns nicht verabschieden) ist ein Lied aus dem Film Stage Door Canteen (1943), das von Lanny Ross vorgetragen wird, der zusammen mit dem Freddy Martin Orchestra auftritt. Die „Stage Door Canteen“ war ein Ort, wo amerikanische und alliierte Personen des Militärs vor oder nach ihren Einsätzen mit einem Entertainment-Programm Ablenkung fanden. Das Lied thematisiert den Abschied zwischen Menschen, die sich lieben. Beschwörend wird davon gesungen, dass man sich nicht verabschieden müsse, denn man werde die Berge zusammenschieben und die Meere trocknen und wenn der Postbote klingle und einen Umschlag bringe, werde das Herz des jeweils anderen darin sein. Auch die Erinnerungen, die vielen Erinnerungen, die man im Herzen trage, würden niemals sterben können.

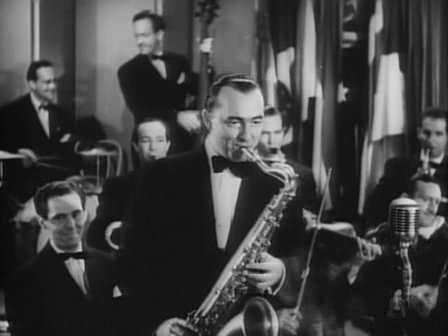
Freddy Martin, der mit Lanny Ross auftritt, in Stagedoor Canteen 1943

Auf der Oscarverleihung 1944 waren James V. Monaco (Musik) und Al Dubin (Text) mit We Mustn’t Say Goodbye in der Kategorie „Bester Song“ für den Oscar nominiert, hatten jedoch das Nachsehen gegenüber Harry Warren und Mack Gordon und deren Lied You’ll Never Know aus dem Film Hello Frisco, Hello.
Der Song wurde 1943 auch von Anne Shelton zusammen mit Bert Ambrose & His Orchestra aufgenommen. Jo Stafford sang das Lied 1959, weitere Coverversionen stammen von Tony Bennett (1960) und Mel Tormé/George Shearing 1990 (Mel & George „Do“ World War II, Concord Records).  Ted Baxter spielte We Mustn’t Say Goodbye auf einem Ampico-Klavier.